# Ягли-Эль
Ягли-эль (Yaglī-ʼel, на аккадском — Бог явил себя; the god has shown himself or the god revealed) — царь Дильмуна, правивший ориентировочно в XVIII веке до н. э. Имя Ягли-эля известно по четырём клинописным надписям.
В XX—XVIII веках до н. э., следует аккадских из клинописных архивов, были целые группы купцов специализирующиея на торговле с Дильмуном. При царе Гунгунуме царство Ларсы, Шумера и Аккада возобновило через Ур активную торговлю с Мелуххой (Индией), через перевалочный пункт в Тельмуне (Дильмуне).
В 2012 году группа археологов обнаружила обнаружила многочисленные фрагменты каменных сосудов в одном из королевских курганов Аали в центральной части Бахрейне. Были расшифрованы надписи на аккадском языке с этих сосудов. Три из надписей называли по имени знатного человека, погребенного в этой гробнице №8. Его звали Ягли-Эль, названного также слугой Инзака из Агарума. Размер гробницы позволили археологам интерпретировать её как царскую. Имя царя Дильмуна идентифицирует его как аморея. Последующие археологические обследования некрополя позволили обнаружить поблизости курган с захоронением известного ранее царя Дильмана Римума, который считается отцом Ягли-эля.
В период между 1720 г. и 1690 г.г. до н.э. археологи фиксируют упадок цивилизации Дильмуна. Судя по всему, преемник погребенного Ягли-Эля (возможно, его сын) правил недостаточно долго, чтобы построить собственную царскую гробницу. На этом царская династия, по-видимому, пресеклась.